# Runa Friis Hansen
Runa Friis Hansen (født 27. august 1984 i Skagen) er en dansk politiker som var midlertidigt medlem af Folketinget for Enhedslisten fra november 2023 til september 2024 som stedfortræder for Peder Hvelplund. Hun er medlem af kommunalbestyrelsen i Hjørring Kommune valgt ved kommunalvalget i 2021.
Runa Friis Hansen er uddannet socialrådgiver på Aalborg Universitet i 2004. Hun har siden 2021 arbejdet som omsorgsmedarbejder på et plejehjem.
Hun var opstillet i Brønderslevkredsen i Nordjyllands Storkreds ved folketingsvalget 2022 og blev ved valget med 717 stemmer, hvoraf de 259 var personlige stemmer, 3. stedfortræder for Enhedslisten i Nordjyllands Storkreds. Hun blev stedfortræder for Peder Hvelplund i Folketinget 7. november 2023 da Hvelplund fik orlov for at passe sin kræftsyge kone. I Folketinget var hun Enhedslistens sundheds-, psykiatri- og ældreordfører. Hun udtrådte af Tinget da Peder Hvelplund vendte tilbage fra sin orlov 30. september 2024.